# Rewolta Gainasa
Rewolta Gainasa – bunt żołnierzy bizantyjskich gockiego pochodzenia w latach 399–400.
W roku 399 we Frygii w Azji Mniejszej zbuntowali się żołnierze goccy, do których przyłączyli się też niewolnicy gockiego pochodzenia. Bezpośrednią przyczyną buntu było rzekome nieotrzymanie przez gockiego przywódcę, Tribigilda, podczas pobytu w Konstantynopolu żadnego daru od wszechwładnego eunucha cesarskiego Eutropiusza. Obawiając się, że buntownicy mogą spróbować przeprawić się do Europy, przez cieśniny, wyprawiono do ich obrony dwie armie. Jedną dowodził rodowity Got Gainas, a drugą Leon. Ludzie Tribigilda zawrócili na południe, rabując południowe krańce Azji Mniejszej.
Podążający za nimi Gainas i Leon nie ośmielali się wydawać im bitwy, ponieważ ich żołnierze, przeważnie Germanie, masowo przechodzili na stronę zbuntowanych. W efekcie mieszkańcy miast Pamfilii i Pizydii chwycili za broń, zadając buntownikom klęskę i spychając ich resztki ku wybrzeżu. Do ostatecznego rozprawienia się z nimi Gainas, wyprawił Leona, który jednak poniósł klęskę. Zwycięscy Goci zawrócili na północ, a Gainas wdał się z nimi w układy i powiadomił Konstantynopol, że jedynym sposobem pokojowego załatwienia sprawy jest usunięcie Eutropiusza, co się też i stało. Gainas doprowadził do ugody z Tribigildem, który został przyjęty formalnie do służby w armii cesarskiej, ale wcale nie zaniechał rabunków. W stolicy uznano, że Gainas jest w zmowie ze swym rodakiem i domagano się by został postawiony przed sądem jako zdrajca. Na wiadomości o tym wódz, stojący obozem pod Chalkedonem, zagroził, że ruszy na Konstantynopol, jeśli nie zostaną mu wydani jego najzaciętsi wrogowie. Cesarz Arkadiusz ustąpił i zaprzysiągł, że nie będzie działał podstępnie na szkodę Gainasa, który wkroczył ze swymi ludźmi do stolicy.
Niebawem jej ludność i sami Germanie zaczęli nawzajem się siebie obawiać (podszepty o planowanych mordach, rabunkach itp). Dlatego Goci postanowili opuścić miasto z rodzinami i dobytkiem. Najpierw zrobił to Gainas, ale reszta jego ludzi została wybita przez strażników i ludność miasta. Po tym wydarzeniu Gainas, chciał przeprawić się z powrotem do Azji, czemu przeszkodziły wojska cesarskie. W takiej sytuacji wódz udał się za Dunaj, do dawnej Dacji, gdzie został zabity pod koniec 400 roku przez Hunów. Ich władca Uldin, chcąc zaskarbić sobie wdzięczność cesarza, odesłał głowę Gainasa do Konstantynopola (401), za co otrzymał dary i układ przyjaźni.

## Następstwa
Bezpośrednim następstwem rewolty Gainasa była zmiana polityki Konstantynopola względem żołnierzy barbarzyńskiego pochodzenia. Od ok. 400 roku zaczęto zmniejszać zaciąg kontyngentów germańskich, istniejące rozproszono, na ich czele stanęli rzymscy generałowie, a cesarze Leon I (457–474) i Zenon (474–475) na ich miejsce zaczęli powołać oddziały złożone z rekrutów mieszkających w granicach cesarstwa. Między innymi dzięki temu cesarstwo wschodniorzymskie przetrwało w przeciwieństwie do zachodniego, gdzie barbaryzacja armii w znacznym stopniu przyczyniła się do jego upadku.